# Kaschinka
Die Kaschinka (russisch Ка́шинка) ist ein 128 km langer linker Nebenfluss der Wolga im europäischen Teil Russlands.

## Beschreibung
Sie entspringt unweit der Dörfer Liskowo und Mjakolowo, etwa 15 km westlich des Rajonverwaltungssitzes Kessowa Gora in der nordöstlichen Oblast Twer. Zunächst fließt sie in vorwiegend östlicher Richtung durch die waldreiche Landschaft. Nachdem sie Kessowa Gora passiert hat, biegt sie in Richtung Süden ab.
Kurz darauf erreicht sie Kaschin, eine der ältesten Ortschaften in der Oblast Twer. Kurz nachdem sie die Stadt durchflossen hat, beginnt der Rückstau des Uglitscher Stausees, zu dem die Wolga aufgestaut ist, und der auch den Flusslauf der Kaschinka prägt. Der Fluss ist dadurch an seinem Unterlauf bis 400 m breit.
Bei Werchneje Uste mündet die Kaschinka schließlich in die Wolga.
Der Fluss ist durchschnittlich von November bis April gefroren und in der eisfreien Zeit auf den untersten 25 km schiffbar.